# 五大夫绾
五大夫绾（?—?），名绾，姓不详，爵至五大夫（二十等爵九级），战国时期秦国的官员。
前268年（周赧王四十七年、秦昭襄王三十九年、魏安僖王九年），秦昭襄王听从范睢的计策，派五大夫绾攻打魏国，攻克怀地（今河南省武陟县西南）。魏国屈服，齐国、赵国、楚国三国援救。赵将赵奢、齐将鲍佞和楚将四人率军前来。到达怀地迟疑不救，秦国大军已撤而不追。